# Birkenfeld (Enzi járás)
Birkenfeld település Németországban, azon belül Baden-Württembergben. Lakosainak száma 10 200 fő (2023. december 31.).

## Népesség
A település népessége az elmúlt években az alábbi módon változott:
| Lakosok száma | 7777 | 8723 | 9183 | 8953 | 9176 | 9847 | 10 258 | 10 560 | 10 166 | 10 200 |
|               | 1961 | 1967 | 1974 | 1980 | 1987 | 1993 | 2000   | 2006   | 2013   | 2023   |